# Watu Kobese
Watu Kobese (ur. 27 czerwca 1973 w Soweto) – południowoafrykański szachista, w latach 1991–1994 reprezentant Niemiec, mistrz międzynarodowy od 1995 roku.

## Kariera szachowa
W szachy gra od 4. roku życia, a jego pierwszym nauczycielem był ojciec, Arthur Kobese (zawodnik z tytułem mistrza FIDE, jako działacz pełnił m.in. funkcję prezydenta Południowoafrykańskiej Federacji Szachowej). Pod koniec lat 90. wyjechał na 3,5 roku do Niemiec (aby studiować ekonomię) i w tym okresie trenował wspólnie z arcymistrzami Ludkiem Pachmanem, Miroslavem Filipem i Lotharem Vogtem, w krótkim czasie awansując do ścisłej czołówki szachistów południowoafrykańskich. W latach 1992–2010 ośmiokrotnie (w tym dwa razy na I szachownicy) uczestniczył w olimpiadach szachowych, w 1998 r. (wspólnie z Markiem Ruberym) podzielił I-II m. w finale indywidualnych mistrzostw RPA, był również dwukrotnym wicemistrzem kraju (2003; 2007), był dwukrotnym medalistą mistrzostw Afryki (Kair 1998 – brązowym; Kair 2001 – srebrnym), był również uczestnikiem trzech turniejów o mistrzostwo świata (Groningen 1997 – porażka w I rundzie z Andriejem Sokołowem; Las Vegas 1999 – porażka w I rundzie z Joëlem Lautierem; Moskwa 2001 – porażka w I rundzie z Peterem Leko) oraz startował w dwóch turniejach o Puchar Świata (Hajdarabad 2002 – VI miejsce w grupie B; Chanty-Mansyjsk 2005 – porażka w I rundzie z Borisem Gelfandem). W 2007 r. zdobył w Algierze srebrny medal igrzysk afrykańskich.
Odniósł kilka indywidualnych sukcesów w turniejach międzynarodowych, m.in. II-III m. w Nowym Jorku (2001) oraz II-III m. w Luandzie (2010, za Robertem Gwaze, wspólnie z Luisem Galego, a przed Olegiem Korniejewem).
Pod koniec lat 90. uważany był za kandydata na pierwszego arcymistrza w historii południowoafrykańskich szachów, posiadał wówczas na swoim koncie zwycięstwa nad m.in. Peterem Leko, Judit Polgár i Kevinem Spraggettem.
Najwyższy ranking w karierze osiągnął 1 stycznia 2005 r., z wynikiem 2419 punktów zajmował wówczas 2. miejsce (za George’em Michelakisem) wśród szachistów Republiki Południowej Afryki.